# Bătălia de la Dandanaqan
Bătălia de la Dandanaqan s-a dat între selgiucizi și Imperiul Ghaznavid în 1040. Bătălia s-a sfârșit cu o victorie selgiucă, distrugând dominația gaznavidă în Horasan.

## Pregătirile
Când căpetenia Tughril și fratele său, Chaghri Beg, au recrutat o armată puternică, și au început să hărțuiască teritoriile gaznavizilor. După jafurile selgiuce din orașele de graniță, sultanul Mas'ud I (fiul lui Mahmud din Ghazni) i-a obligat să se retragă.

## Bătălia
În timpul marșului armatei sultanului Mas'ud spre Sarakhs, selgiucizii au hărțuit trupele gaznavide cu tactici de genul lovește și fugi. Invadatorii au distrus, de asemenea și, drumurile de aprovizionare gaznavide. Disciplina și moralul trupelor gaznavidelor au scăzut drastic. În final, pe 23 mai 1040, în jur de 20,000 de soldați selgiuci s-au angajat într-o luptă împotriva unei armate de 50,000 de oameni în Dandanaqan, între orașele Merv și Sarakhs.

## Urmări
Selgiucizii au ocupat Horasanul, însă orașele din regiune au opus o mică rezistență. Succesul lui Tughril în asedierea Isfahanului din 1050-1051, l-a condus să întemeieze un imperiu, care va fi cunoscut ma târziu ca „Marele Imperiu Selgiuc”. Mas'ud s-a retras în India, însă este detronat și ucis mai târziu în captivitate.